# Comté de Swain
Le comté de Swain est un comté situé dans l'État de Caroline du Nord aux États-Unis.

## Démographie
| 1880  | 1890  | 1900  | 1910   | 1920   | 1930   |
| ----- | ----- | ----- | ------ | ------ | ------ |
| 3 784 | 6 577 | 8 401 | 10 403 | 13 224 | 11 568 |

| 1940   | 1950  | 1960  | 1970  | 1980   | 1990   |
| ------ | ----- | ----- | ----- | ------ | ------ |
| 12 177 | 9 921 | 8 387 | 7 861 | 10 283 | 11 268 |

| 2000   | 2010   | - | - | - | - |
| ------ | ------ | - | - | - | - |
| 12 968 | 13 981 | - | - | - | - |

## Photos

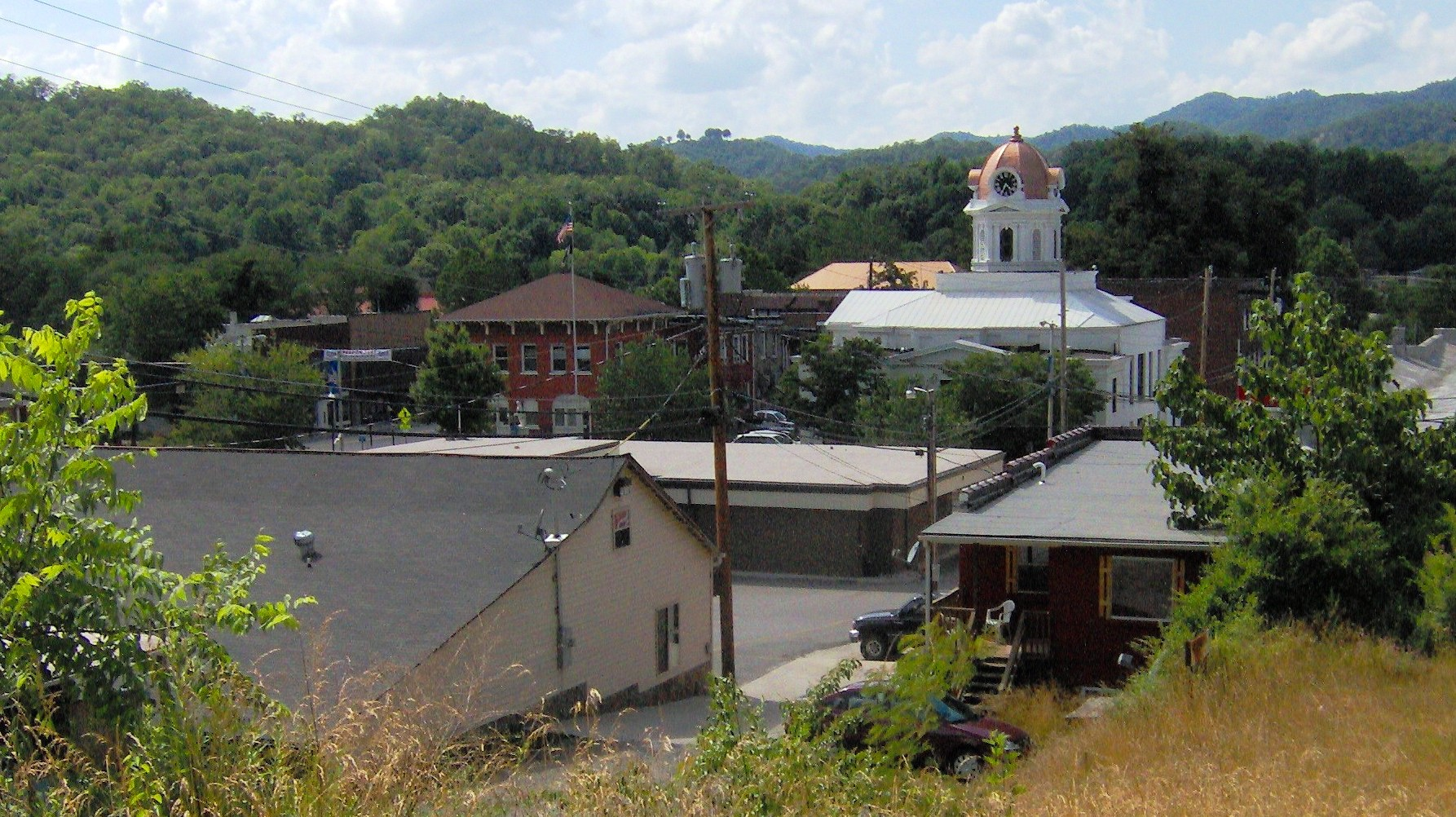
Bryson City, siège du comté.
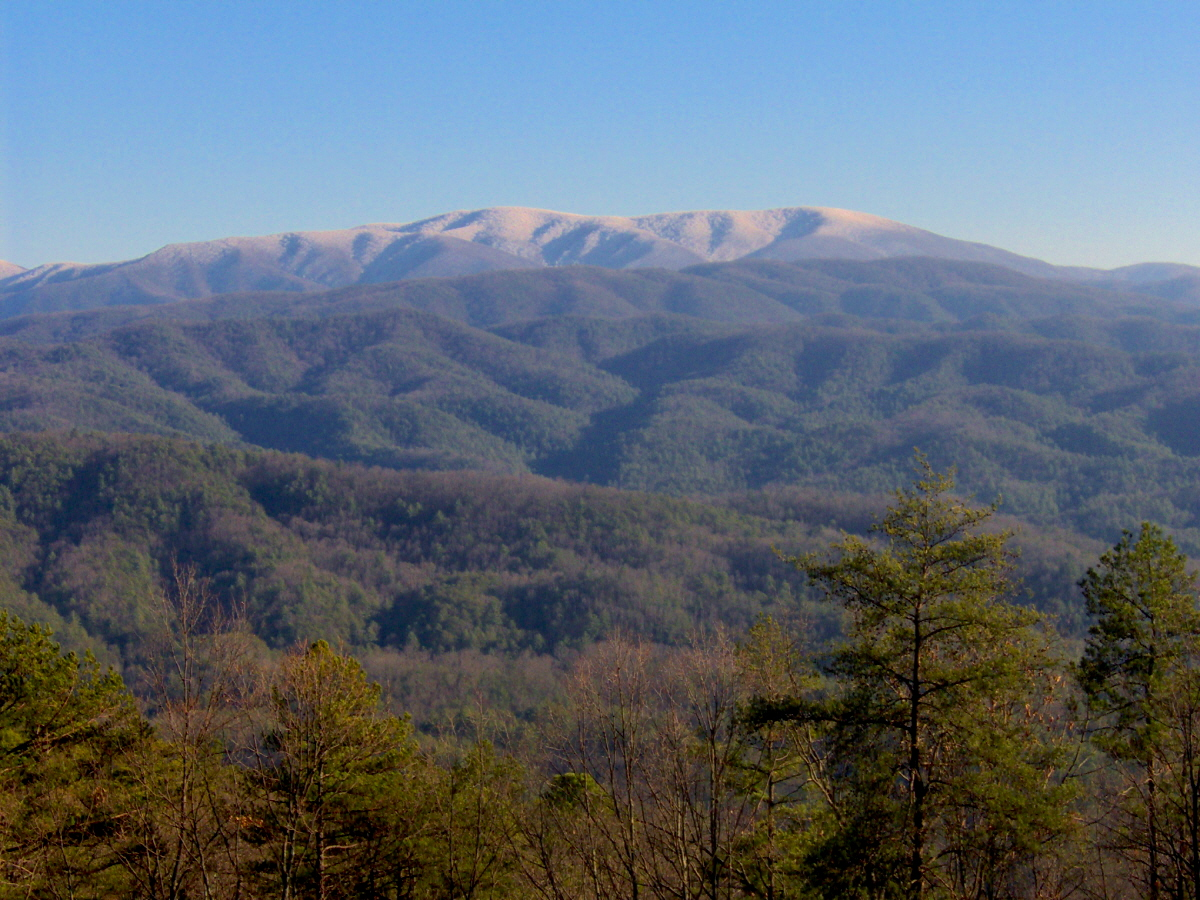
Le Gregory Bald (1 508 m), à la frontière entre le comté de Swain et le comté de Blount (Tennessee).
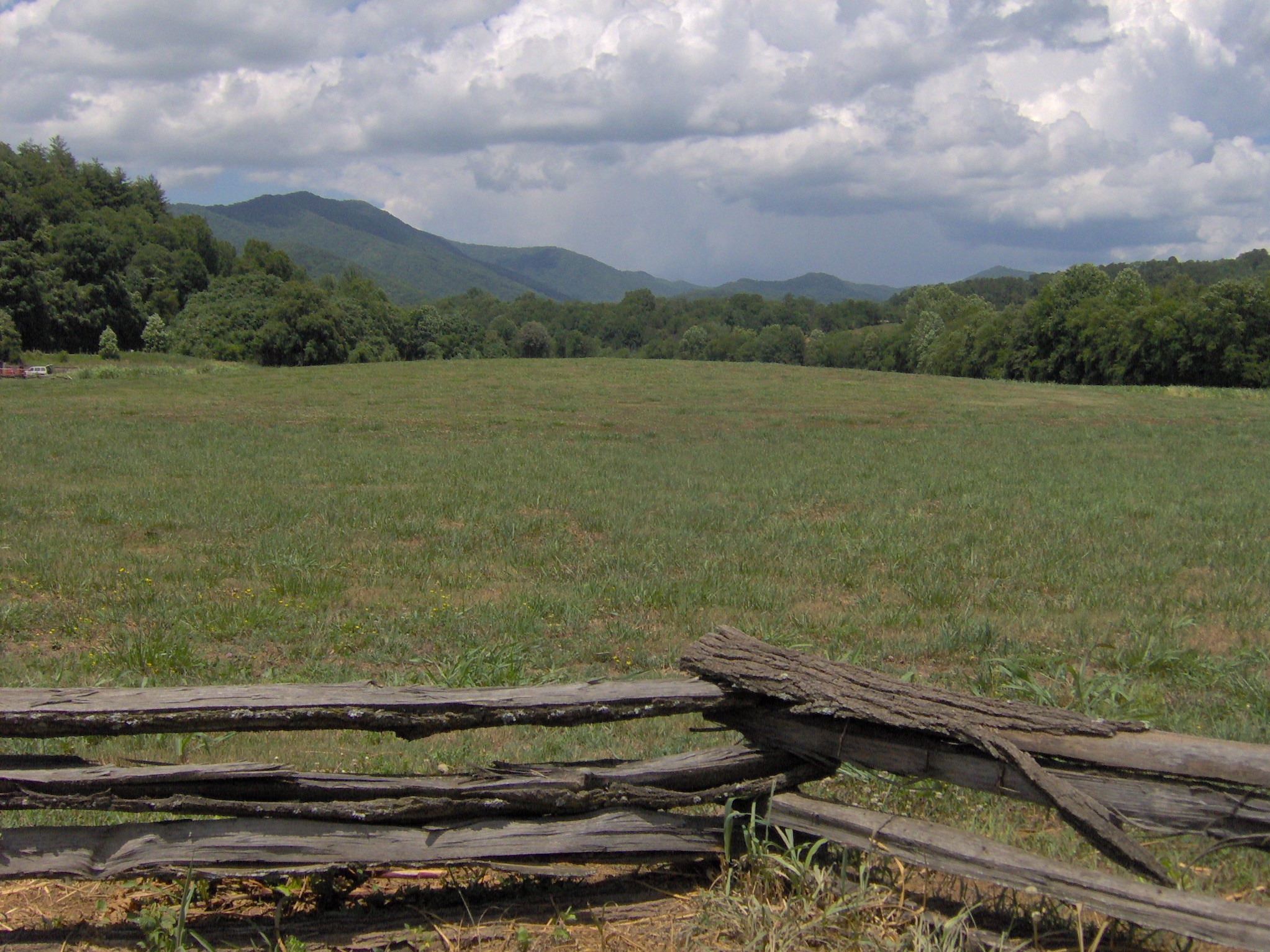
Ancienne colonie de Keetoowah.
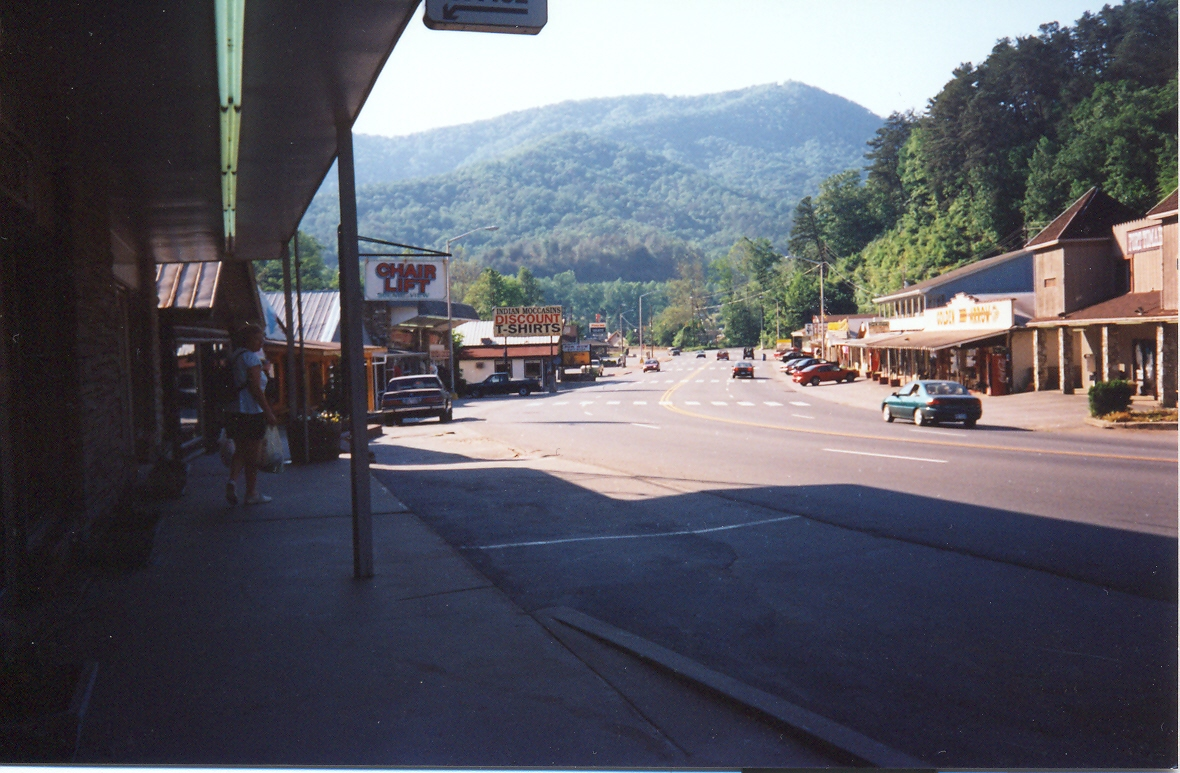
Rue principale de Cherokee.
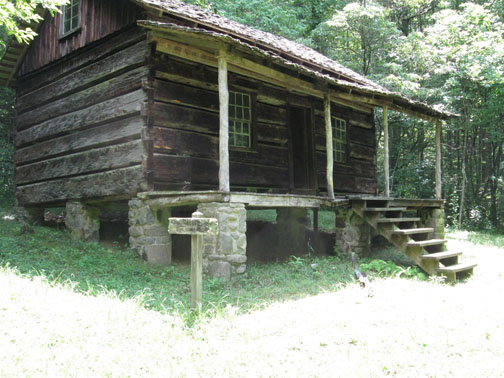
Hall Cabin, inscrite au Registre national des lieux historiques.